# Special A
S・A: Special A (Ｓ・Ａ （スペシャル・エー）?, S・A (Supesharu Ē)) è un manga shōjo scritto e disegnato da Maki Minami, pubblicato in Giappone inizialmente sulla rivista The Hana to Yume e poi, dopo i primi quattro numeri, su Hana to Yume di Hakusensha dall'aprile 2003 al marzo 2009.
L'adattamento in anime della serie, prodotto da Gonzo e AIC, è stato trasmesso in Giappone dal 6 aprile al 14 settembre 2008 su Chiba TV. Prima ancora della serie animata, l'opera è uscita in un manga DVD nel 2005 e in un drama-CD nel 2007.
Tra il 2011 e 2012 è stato pubblicato un sequel del manga, raccolto in un unico volume nel 2013, dal titolo S・A: Special A -Jōgai rantō- (Ｓ・Ａ （スペシャル・エー） ─場外乱闘─? lett. "S・A: Special A -Scontro all'aperto-").
In Italia i diritti del manga sono stati acquisiti da Star Comics, che lo ha pubblicato dal 9 gennaio 2013 all'8 maggio 2014, mentre quelli dell'anime dalla Yamato Video, che lo ha distribuito in DVD, ed è stato trasmesso su Rai 4 dal 22 maggio al 30 ottobre 2011 nel contenitore Anime Morning. Quest'ultimo dal 19 ottobre 2013 al 4 gennaio 2014 è stato pubblicato per lo streaming su Internet sul canale di YouTube Yamato Animation.

## Trama
Hikari Hanazono è sempre stata perfetta e al primo posto in tutto quello che faceva, con voti altissimi a scuola e un grande talento per lo sport, sin quando, all'età di sei anni, non incontra Kei Takishima, che riesce a superarla. La ragazza, non essendo mai stata battuta prima d'ora, vede subito egli come un rivale e negli anni cerca di migliorarsi ulteriormente, finendo per iscriversi alla stessa scuola superiore di Kei e riuscendo ad entrare nella 'Special A' (spesso abbreviato in "S・A"), una classe speciale formata dai primi sette studenti con i voti più alti in tutte le discipline. Nonostante tutto, Hikari rimane sempre un gradino al di sotto di Kei e continua a sfidarlo in qualsiasi cosa per batterlo, ma ne esce perdente, con grande soddisfazione di lui che glielo fa pesare chiamandola "Numero Due". Quello che Hikari non sa, però, è che Kei è innamorato di lei, la quale, troppo concentrata a sconfiggerlo, lo capirà solo dopo diversi tentativi e lo ricambierà.
La serie ruota principalmente attorno a Hikari e Kei, senza escludere il resto dei componenti della Special A – Akira Todo, Tadashi Karino, Megumi e Jun Yamamoto, e Ryuu Tsuji – e i rapporti e i legami che intercorrono tra loro.

## Personaggi

Da sinistra: Ryuu, Megumi, Jun, Kei, Hikari, Akira e Tadashi

### Personaggi principali
Hikari Hanazono (華園 光?, Hanazono Hikari)
Doppiata da: Masumi Asano (manga DVD e 1º drama-CD) / Yūko Gotō (2º-3º drama-CD e anime) (ed. giapponese), Gea Riva (ed. italiana)
2ª in classifica nella Special A, Hikari è la protagonista della serie. È testarda, ma anche molto gentile: farebbe di tutto per rendere felici le persone che le stanno accanto. Ama le sfide. A differenza dei suoi compagni, Hikari proviene da un'ordinaria famiglia di classe media e suo padre è un carpentiere. Egli l'allenava fisicamente fin dalla tenera età e le insegnò la lotta libera. All'età di sei anni, Hikari conosce per la prima volta il sapore amaro della sconfitta, quando Kei la batte in un incontro di lotta. In quel momento nasce la loro rivalità che si protrae fino agli anni del liceo. Pur di riuscire a sconfiggerlo, Hikari ha convinto suo padre a iscriverla nella stessa scuola di Kei e si impegna con tutte le sue forze, eccellendo in ogni materia. Solo più tardi capirà di nutrire dei sentimenti nei suoi confronti e i due si fidanzeranno. Il suo urlo rivolto a Kei in tutti gli episodi è «Non chiamarmi "Numero due"!».
Kei Takishima (滝島 彗?, Takishima Kei)
Doppiato da: Hiroshi Kamiya (manga DVD) / Ken'ichi Suzumura (1º drama-CD) / Jun Fukuyama (2º-3º drama-CD e anime) / Kaori Shimizu (anime; da bambino) (ed. giapponese), Massimo Di Benedetto (ed. italiana)
1º in classifica nella Special A, figlio del presidente del Takishima Group che ha sede in Giappone e nipote del presidente dell'intera multinazionale. Kei è il rivale di Hikari, bravo in tutto ma è innamorato della sua rivale sin dall'infanzia. Sembra non scomporsi in nessuna situazione, tranne quando Hikari è in pericolo. Ha un carattere tranquillo e calmo, continuamente messo a dura prova dalla sua classe. Diventa terribile quando qualcuno si avvicina a Hikari e non si fa problemi a minacciare o dimostrarsi tremendo quando gli altri della S・A lo prendono in giro per la debolezza che ha verso la ragazza, che segue sempre, nonostante cerchi di farsi passare per il freddo di turno. Ha la capacità di memorizzare una cosa dopo averla letta soltanto una volta. Nonostante sia uno studente, è anche il direttore di tre enormi aziende del Takishima Group che hanno sede in città e da quando gliene è stata affidata la direzione, tali aziende hanno triplicato i propri affari. Kei è infatti molto più abile del padre nel lavoro ed anche molto più rispettato da soci e clienti, tanto che spesso è lui a condurre le trattative al posto del padre, su richiesta di soci e clienti stessi. Anche se in diverse occasioni i suoi sentimenti verso Hikari si erano rivelati ovvi, la ragazza ha continuato a ignorarli, esasperando il ragazzo. Chiama spesso Hikari "Numero Due" (二さん?, Ni-san) per dispetto. Ha un fratello minore di nome Sui.
Jun Yamamoto (山本 純?, Yamamoto Jun)
Doppiato da: Sōichirō Hoshi (manga DVD e 1º drama-CD) / Tsubasa Yonaga (2º-3º drama-CD e anime) (ed. giapponese), Simone Lupinacci (ed. italiana)
3º in classifica nella Special A, figlio di un cantante e produttore musicale di successo. Fratello gemello maggiore di Megumi, vuole molto bene a lei e a Ryuu, che conosce sin dall'infanzia, tanto da essere in continuo conflitto con gli animali coccolati dal ragazzo. Suona il violino insieme alla sorella cantante, anche se non è affatto bravo. Possiede una doppia personalità, una calma, e l'altra da playboy, che gli viene scatenata qualora una ragazza lo baci o dimostri affetto nei suoi confronti. Ciò nonostante, troverà in Sakura una persona comprensiva e innamorata che accetterà questo suo problema senza sforzi.
Megumi Yamamoto (山本 芽?, Yamamoto Megumi)
Doppiata da: Tamaki Nakanishi (manga DVD e 1º drama-CD) / Ayahi Takagaki (2º-3º drama-CD e anime) (ed. giapponese), Arianna Talamona (ed. italiana)
4ª in classifica nella Special A, figlia di un cantante e produttore musicale di successo. Sorella gemella di Jun, Megumi non parla quasi mai, per proteggere la sua voce da cantante, perciò si serve di un quaderno degli appunti sul quale scrive ciò che vuole dire. Quando canta, la gente si ritrova disorientata e momentaneamente assordata dalla sua voce, finché Yahiro non arriverà a capire che, per essere apprezzata, la ragazza deve cantare in un luogo aperto e lontano, così da non ferire chi le sta intorno. Inizierà ad uscire con Yahiro per distrarlo dalla relazione che Akira ha con il compagno di scuola Tadashi (nonostante Yahiro capisca subito le sue intenzioni), ma poi finirà per innamorarsi di lui ed anche a far innamorare di sé Yahiro, a cui dedicherà una canzone (esibita da lontano, come suggerito da Yahiro stesso). Vuole molto bene al fratello e a Ryuu, che conosce sin dall'infanzia, tanto da essere in continuo conflitto con gli animali coccolati dal ragazzo.
Tadashi Karino (狩野 宙?, Karino Tadashi)
Doppiato da: Masakazu Morita (manga DVD e 1º drama-CD) / Hiro Shimono (2º-3º drama-CD e anime) (ed. giapponese), Omar Maestroni (ed. italiana)
5º in classifica nella Special A, figlio della preside dell'istituto Hakusenkan. Di carattere ribelle e molto vivace, è in continuo conflitto con Akira Todo, sua compagna nella Special A, che lo rimprovera sempre di essere disordinato e maleducato, nonché goloso di tutto ciò che la ragazza prepara. Akira lo picchia praticamente ogni giorno perché non sopporta il suo comportamento. In realtà è innamorato di lei ed è uno dei pochi che riesce a capirla fino in fondo. Inoltre è il solo, insieme a Hikari, che riesce a farla smettere di piangere.
Akira Todo (東堂 明?, Tōdō Akira)
Doppiata da: Yū Asakawa (manga DVD e 1º drama-CD) / Hitomi Nabatame (2º-3º drama-CD e anime) (ed. giapponese), Tania De Domenico (ed. italiana)
6ª in classifica nella Special A, figlia del presidente di una compagnia aerea. Akira è la migliore amica di Hikari, tanto da esserne costantemente gelosa e da infuriarsi continuamente con Kei quando le sembra che la maltratti. È in continua lotta con l'amico d'infanzia Tadashi, di cui ne è innamorata sin dall'infanzia. Amante del tè e dei giardini all'inglese, è amica d'infanzia di Kei e Yahiro, nonostante arrivi ad odiare quest'ultimo dopo una lite avuta con un'altra bambina, anche se in realtà ciò avvenne perché Yahiro voleva proteggerla (la bambina la stava solo usando per avere bei giocattoli e altri regali) ma non le spiegò mai la ragione del suo gesto. Alla fine arriveranno a fare pace, quando Akira capirà le motivazioni di Yahiro e quest'ultimo inizierà ad essere più sincero, senza costringersi ad interpretare il ruolo del cattivo. È una ragazza abbastanza tranquilla sebbene picchi spesso e volentieri Tadashi e non perda l'occasione di prendere in giro Kei. Stanca di soffocare i propri sentimenti, si dichiarerà a Tadashi, il quale la ricambia fin dall'infanzia. Infatti il loro amore sembra essere nato una sera in cui i due bambini erano andati a vedere la città illuminata, simile ad una favola.
Ryuu Tsuji (辻 竜?, Tsuji Ryū)
Doppiato da: Hirofumi Nojima (manga DVD e 1º drama-CD) / Kazuma Horie (2º-3º drama-CD e anime) (ed. giapponese), Davide Fumagalli (ed. italiana)
7º in classifica nella Special A, figlio di un produttore di articoli sportivi. Ryuu è sempre molto calmo e posato. Adora gli animali infatti ne ha sempre uno diverso con sé per fargli compagnia, prontamente fulminato dagli sguardi gelosi dei due gemelli Megumi e Jun, a cui vuole molto bene. È molto intelligente e, a detta di Kei, non avrebbe problemi a gareggiare con lui e Hikari: infatti Ryuu sembra essere settimo solo perché deve occuparsi dei gemelli e in questo modo non gli rimane molto tempo per preparare gli esami. La sua capacità di memorizzazione è inferiore solo quella di Kei. Infatti Ryuu, in un'occasione, legge velocemente mille domande e risponde dopo averle memorizzate tutte, finendo in 10 minuti un esame. Si occupa spesso di Megumi e Jun quando i genitori di questi ultimi sono in viaggio, arrivando a essere chiamato da Hikari "mammina". È il primo tra la S・A a scoprire che Finn è in realtà una donna e, dopo aver passato del tempo con lei, se ne innamora e i due diventano una coppia.

### Personaggi secondari
Yahiro Saiga (雑賀 八尋?, Saiga Yahiro)
Doppiato da: Daisuke Namikawa (manga DVD e 1º drama-CD) / Kishō Taniyama (2º-3º drama-CD e anime) / Ami Koshimizu (anime; da bambino) (ed. giapponese), Marco Benedetti (ed. italiana)
Studente dell'Istituto Kokusen, erede del gruppo finanziario Saiga. Yahiro è un ragazzo misterioso e sinistro. Lui, Kei e Akira si conoscono fin da bambini. Per quest'ultima, Yahiro sviluppa dei sentimenti fin dall'infanzia, tanto che è disposto ad usare qualsiasi mezzo pur di proteggerla; ma ad Akira non sta bene. Una volta che Akira esce con Tadashi, Megumi aiuta Yahiro a superare la cosa, uscendo a sua volta con lui. Yahiro, inizialmente, si dimostra un tipo insensibile e irritante, sconvolgendo la povera Megumi, anche se riesce a farla parlare. Nonostante il suo comportamento annoiato ed irritante, a volte si comporta in modo diverso e questo incuriosisce Megumi. Yahiro sa bene che Megumi gli ha chiesto di uscire solo per non fargli commettere azioni che diano fastidio ad Akira e Tadashi, essendosi questi ultimi messi insieme, e glielo spiegherà alla fine della giornata, facendole capire che non potrebbe mai fare niente che ferisca Akira. Megumi capisce che Yahiro è una persona buona che si costringe a fare la parte del cattivo per proteggersi dagli altri. Sarà l'unico a capire che per essere apprezzata, la ragazza deve cantare in un luogo aperto e lontano, così da non ferire chi le sta intorno. E così la ragazza segue il suo consiglio e canta per lui da lontano, incantando il ragazzo. Yahiro, colpito dalla sensibilità della ragazza, inizierà a vederla come una persona importante e i due iniziano a provare sentimenti sinceri l'uno per l'altra. Ha un fratello più piccolo, Chitose.
Sakura Ushikubo (牛窪 桜?, Ushikubo Sakura)
Doppiata da: Yumi Kakazu (manga DVD e 1º drama-CD) / Natsuko Kuwatani (2º-3º drama-CD e anime) (ed. giapponese), Giuliana Atepi (ed. italiana)
Studentessa dell'Istituto Kokusen, figlia del capo del gruppo Ushikubo. Sakura è una ragazza molto onesta, infatti il motto della sua famiglia è incentrato sull'onestà e sulla punizione delle persone disoneste. Inizialmente, la sua famiglia con quella di Kei, organizza un incontro pre-matrimoniale tra loro due, ma Kei non solo non è innamorato di Sakura, ma non è nemmeno il tipo di ragazzo che piace a lei. Appena incontra quelli della Special A, stringe subito amicizia con Hikari e s'innamora perdutamente di Jun, proprio perché vede in lui il ragazzo dei suoi sogni, il quale però fugge da lei per non farle del male con la sua altra personalità, ma alla fine i due staranno insieme.
Aoi Ogata (緒方 蒼?, Ogata Aoi)
Doppiato da: Daisuke Ono (manga DVD) / Kōji Yusa (anime) (ed. giapponese), Federico Zanandrea (ed. italiana)
Aoi è il segretario del presidente del Takishima Group, del quale funge spesso da emissario. Nonostante la giovane età, ha molta esperienza in campo lavorativo e fa il suo dovere in maniera impeccabile; ha solamente qualche anno in più di Kei, che conosce sin da piccolo e verso cui nutre un profondo rispetto e ammirazione. Freddo e distaccato, non sorride mai tuttavia è in qualche modo gentile per certi aspetti. Come Kei, ha la capacità di memorizzare tutto ciò che legge in una sola volta, anche se per questa cosa da bambino è stato vittima di bullismo. All'inizio non vede di buon occhio Hikari, perché la considera un ostacolo alla carriera di Kei; decide così di far cessare le attività della Special A, in modo da costringere il ragazzo ad andare a studiare a Londra, ma alla fine capisce che Kei è veramente felice solo quando sta vicino a Hikari e si rassegna.
Finn Coupe Schuzette II (フィン＝クープ＝シュゼット２世?, Fin = Kūpu = Shuzetto 2-sei)
Finn è il principe di un piccolo stato, il cui sesso è stato da sempre nascosto al popolo. Appare all'inizio come uno dei partecipanti all'incontro pre-matrimoniale organizzato dal nonno di Kei per Hikari; quest'ultima incarna la sua donna ideale, dolce e allo stesso tempo con una forte personalità. Dopo averla aiutata a scappare dal posto, Finn segue Hikari in Giappone, con l'intenzione di chiederle la mano, e s'iscrive alla Hakusenkan, dove stringe amicizia con Ryuu. Tuttavia, il suo comportamento femminile non passa inosservato agli occhi del ragazzo, che la smaschera e scopre che in realtà è una donna: nel suo regno, infatti, l'erede al trono deve necessariamente essere uomo, per cui anche le donne della famiglia reale qualora salissero al potere devono assumere un atteggiamento maschile. Il segreto viene successivamente scoperto da Hikari e, quando viene comunicato che sua madre aspetta un bambino maschio, Finn può rendere nota la situazione a tutti i suoi sudditi, fidanzandosi con Ryuu e cominciando finalmente ad indossare abiti femminili.

### Altri personaggi
Sumire Karino (狩野 菫?, Karino Sumire)
Doppiata da: Ai Orikasa (manga DVD) / Atsuko Tanaka (anime) (ed. giapponese), Marina Thovez (ed. italiana)
Sumire è la preside dell'Istituto Hakusenkan e, pertanto, della Special A. Non è mai apparsa davanti agli studenti, che sanno molto poco su di lei. È la madre di Tadashi ed è la ragione principale per cui il figlio è nella S・A, il quale viene minacciato di continuo se scende al di sotto del quinto posto nella classifica. È molto severa e non si fa scrupoli a punire sia lui che gli altri se non rispettano le regole all'interno della scuola. Quando andavano a scuola, lei e suo marito erano molto popolari fra gli studenti.
Hajime Kakei (筧 肇?, Kakei Hajime)
Doppiato da: Yoshinori Fujita (ed. giapponese), Maurizio Merluzzo (ed. italiana)
Hajime è il presidente del consiglio studentesco dell'Istituto Hakusenkan, e frequenta il secondo anno. È spesso ricoverato in ospedale e quindi la maggior parte degli studenti non lo conosce, al contrario della famosa Special A. Sembra innamorato di Hikaru, ma non ha mai occasione di dichiararsi a causa di Kei che lo mette a disagio.
Chitose Saiga (雑賀 千歳?, Saiga Chitose)
Doppiato da: Ami Koshimizu (ed. giapponese), Barbara Sirotti (ed. italiana)
Chitose è il fratello minore di Yahiro e ha 9 anni. È un bambino pessimista che crede di essere solo un peso per la sua famiglia. Inizialmente non vede di buon occhio Hikari, ma successivamente riesce ad apprezzarla di più. Gli sta simpatico Ryuu.
Sui Takishima (滝島 翠?, Takishima Sui)
Doppiato da: Yukari Hikida (manga DVD) / Kaori Shimizu (anime) (ed. giapponese), Annalisa Longo (ed. italiana)
Sui è il fratello minore di Kei, con il quale, inizialmente, non va per niente d'accordo: secondo Sui, infatti, la compagnia di suo fratello è insopportabile. Crede che Kei abbia un cuore di ghiaccio e che quando parla con lui non lo ascolti minimamente. Dal momento che tutti lo paragonano a suo fratello, anche lui non si sottrae dal paragone. Per questo motivo, non riesce a voler bene a Kei. Hikari inizierà a fargli da insegnante privata e grazie a lei, Kei e Sui riusciranno a mostrare l'affetto che provano l'uno verso l'altro. All'inizio Sui non fa altro che provocarla, chiamandola "stupida" e "incompetente", ma finirà col diventare suo amico.
Satoru Takishima (滝島 暁?, Takishima Satoru)
Doppiato da: Motoki Takagi (manga DVD) / Megumi Ogata (anime) (ed. giapponese), Davide Garbolino (ed. italiana)
Satoru è il padre di Kei e Sui, dall'aspetto giovanile tanto da sembrare coetaneo, o addirittura più piccolo, del figlio. È l'amministratore delegato del Takishima Group molto energico ma irresponsabile, infatti lascia tutto il lavoro a Kei perché di solito alle riunioni non lo prendono mai sul serio per via del suo aspetto. Satoru possiede anche eccellenti abilità di combattimento e si è allenato nel corso degli anni per essere altrettanto forte come un wrestler professionista; le piace in particolare la compagnia di Hikari perché significa che possono combattere, cosa che Kei solitamente impedisce che accada. È un buon amico del padre di Hikari, che ha incontrato attraverso la loro reciproca passione per la lotta libera. Prima di sposare Midori, il suo cognome era Utagawa (宇田川?, Utagawa).
Midori Takishima (滝島 碧?, Takishima Midori)
Midori è la madre di Kei e Sui, che lavora all'estero, precisamente in Australia. I suoi due figli hanno una forte somiglianza con lei. È ossessionata dallo shopping e attende il giorno in cui Kei le chiederà di comprare qualcosa per lui. Lei e il suo futuro marito si sono incontrati quando erano all'università; i tentativi di Satoru di fare il duro non riescono a impressionarla, ma quando vede il suo vero io, decide immediatamente di volerlo sposare. Il rapporto con il padre, il capo del Takishima Group, è teso.
Kaname Takishima (滝島 要?, Takishima Kaname)
Kaname è il nonno di Kei e Sui, nonché capo del Takishima Group e potente uomo d'affari. È visto raramente dagli altri, inclusi i propri familiari. Non gradisce la presenza di Hikari al fianco di suo nipote Kei e numerosi sono i tentativi da parte sua di separarli, come quando manda Ogata a far chiudere la Special A e far trasferire Kei a Londra, quando organizza un incontro pre-matrimoniale per Hikari, così come quando organizza un matrimonio tra Kei e una ragazza di nome Alisa. Si viene a sapere, alla fine, che il disprezzo provato nei confronti di Hikari è solo il risultato della sua paura che Kei insieme alla ragazza finisca come a suo tempo è stato per lui e la sua defunta moglie Izumi.
Izumi Takishima (滝島 泉?, Takishima Izumi)
Izumi è la nonna deceduta di Kei e Sui, molto dolce, intelligente e beneamata dalla sua famiglia. È morta a causa di una grave malattia quando Midori era ancora un'adolescente e la sua morte è la ragione per cui la relazione tra Midori e suo padre è così tesa. Quando Kaname la lasciò per partecipare ad una riunione, le sue condizioni peggiorarono e morì nel momento in cui il marito tornò. Tuttavia, invece di chiedere al marito nei suoi ultimi istanti di vita, Izumi chiese al suo maggiordomo Kuze, facendo credere a Kaname che l'odiava per averla lasciata sola in un momento così critico. Midori accusò quindi il padre per la morte della madre e continuò negli anni a rinfacciargli di non aver mai visitato la sua tomba, ignara del fatto che lui c'aveva provato tante volte, senza mai riuscirci per la troppa vergogna. Anni dopo, Kei riesce a convincere il nonno a visitare la tomba di Izumi in Australia, dove viene rivelato che la richiesta finale di Izumi a Kuze è stata quella di far piantare i fiori che Kaname gli dava ogni volta per farsi perdonare di qualcosa. Dopo aver visto questo gesto, il nonno di Kei è in grado di accettare Hikari.
Nagi Takishima (滝島 凪?, Takishima Nagi)
Nagi è la cugina di Kei, più piccola rispetto a lui di un anno, di bell'aspetto e con una forza incredibile. Fa la sua comparsa quando la S・A soggiorna per una breve vacanza alla villa di Akira, dove intendono festeggiare l'imminente compleanno di Kei. È una ragazza estremamente orgogliosa, arrogante e piena di sé, autoproclamatasi fidanzata di Kei. Gelosa della relazione di quest'ultimo con Hikari, comincia a comportarsi in modo maleducato verso il resto della S・A, in modo da attirare l'attenzione di Kei. Capito quanto Kei tenga e si preoccupi per Hikari, cerca di sbarazzarsi della ragazza, la quale intanto viene a sapere che Nagi vuole solo avere qualcuno che si preoccupi allo stesso modo di Kei per lei. Dopodiché, le due appianano i loro dissidi e diventano amiche.
Jiro Hanazono (華園 次郎?, Hanazono Jirō)
Doppiato da: Atsushi Imaruoka (ed. giapponese), Aldo Stella (ed. italiana)
Jiro è il padre di Hikari e fa di mestiere il carpentiere. Amante della boxe quale è, ha insegnato tutte tecniche a Hikari quando era piccola. È molto testardo, proprio come la figlia.
Masako Hanazono (華園 昌子?, Hanazono Masako)
Doppiata da: Makiko Nabei (ed. giapponese), Adriana Libretti (ed. italiana)
Masako è la madre di Hikari, gentile e di buon cuore. Appoggia sempre le scelte della figlia, sebbene si lamenti che è troppo forzuta per essere una ragazza e non la lasci avvicinare alla cucina, ben consapevole delle sue scarse doti culinarie.
Atsushi Hanazono (華園 亮?, Hanazono Atsushi)
Doppiato da: Mitsuhiro Ichiki (ed. giapponese), ? (ed. italiana)
Atsushi è il fratello maggiore di Hikari, a cui dà sempre consigli sinceri. È molto tranquillo e al contrario della sorella non ama il confronto, anche perché quando si arrabbia diventa una furia, da terrorizzare persino Hikari. Frequenta una scuola superiore normale.
Kuze (久世?, Kuze)
Kuze è l'assistente personale di Midori Takishima, per cui svolge diverse mansioni, come mantenere la sua casa in Australia e organizzare la sua agenda. È impiegato da tanto tempo della famiglia Takishima; prima di lavorare per Midori, era il maggiordomo responsabile della madre di lei, Izumi. Come tale, è a conoscenza di dettagli riguardanti la famiglia Takishima ad altri sconosciuti, da quale tipo di cibo Kei ama mangiare alle circostanze sulla morte di Izumi.
Alisa Appleton (アリサ・エイプルトン?, Arisa Eipuruton)
Alisa è la nipote quindicenne di Theo Appleton, il maggiore azionista del Takishima Group. Le piace mangiare senza limiti. Quando Kei sta cercando di spostare il ramo principale del Takishima Group in Giappone, una delle condizioni da rispettare è convincere Alisa a studiare nel medesimo posto. Per farlo, Kei intende usare l'amore di Alisa verso il cibo facendole conoscere la cucina giapponese; mentre Alisa è stabilita in Messico perché voleva mangiare i tacos messicani, si rende conto di quanto Kei si sia sforzato per lei e decise seguire i piani. Subito dopo, il nonno di Kei provvede affinché il ragazzo e Alisa si fidanzino assieme, anche se l'accordo viene accantonato quando Aoi viene assunto come nuovo amministratore delegato della società. Alisa, curiosa di vedere e conoscere la ragazza di Kei, incontra Hikari a cui comincia a dare lezioni per essere una buona fidanzata, ma alla fine rinuncia visto la scarsa abilità di Hikari nel campo. Quello che Alisa desidera più sapere è come si sente un uomo quando le dice di amarla. Successivamente sviluppa i sentimenti per Ryuu, che tuttavia svaniscono non appena scopre che lui è innamorato di Finn e che lei lo ricambia. Alla fine della serie, va a studiare all'Istituto Kokusen, la stessa scuola di Yahiro e Sakura.
Iori Tokiwa (常盤 庵?, Tokiwa Iori)
Secondogenito del direttore dell'ospedale Tokiwa, Iori è un ragazzo che frequenta il secondo anno alla Hakusenkan. Appare quasi alla fine della serie e fin dal suo arrivo si contende il secondo posto nella Special A con Hikari, con cui ha un rapporto amico-rivale; dopo l'ultimo esame, porta gli altri a scendere di uno nella classifica. Ha una sorella minore malata che ha ricevuto un trattamento medico fuori della prefettura e solo recentemente è tornata a Tokyo. Vive in un appartamento da solo e sogna di diventare estetista, infatti lavora part-time per guadagnare il denaro necessario per gli studi, anche se contro le regole scolastiche. S'innamora di Hikari ed entra in competizione con Kei per lei, che è del tutto ignara dei sentimenti che prova nei suoi confronti. Quando Hikari gli concedere una possibilità, a patto che salga al primo posto nella Special A e batta Kei, quest'ultimo lo straccia senza nessuna difficoltà. Alla fine capisce che Hikari ama solo Kei e gli chiede di rimanere buoni amici.
Yui Oikawa (及川 唯?, Oikawa Yui)
Doppiata da: Noriko Shitaya (ed. giapponese), Jolanda Granato (ed. italiana)
Yui è una ragazza che frequenta la scuola superiore ordinaria della Hakusenkan. Akira fa la sua conoscenza quando la preside punisce l'intera S・A per una bugia di Tadashi, costringendola a frequentare le classi ordinarie dell'istituto. Yui somiglia incredibilmente a un'amica di infanzia di Akira, Sayo, con cui l'amicizia non è finita nel migliore dei modi. Inizialmente, quindi, Akira evita il contatto con lei, ma alla fine capisce che Yui non ha nessuna colpa e si scusa e ci stringe amicizia. Per poter pagare i debiti di famiglia, Yui ruba dei gioielli ad Akira, ma Yahiro la scopre e le intima di allontanarsi da lei; Akira, al contrario, pensa che sia Yahiro ad aver fatto del male a Yui, visto che è solito a intromettersi nelle sue amicizie, ma la ragazza ammette le sue colpe e chiede perdono. Le due rimangono amiche e Akira offre il suo aiuto finanziario alla famiglia di Yui.
Rin Yamamoto (山本 鈴?, Yamamoto Rin)
Rin è la madre di Jun e Megumi, che non vedono da due anni, conosciuta per essere un'eccellente cantante. Tiene concerti in tutto il mondo, difatti è appena tornata dalla Germania. È allegra ed energica e, come il padre di Kei, sembra molto più giovane di quanto lo sia. È apparentemente molto protettiva verso i suoi figli, come dimostra una risposta ad una lettera di Megumi in cui diceva che avrebbe punito severamente colui che avrebbe rifiutato o scaricato sua figlia.
Shinobu Tsuji (辻 忍?, Tsuji Shinobu)
Shinobu è la sorella maggiore di Ryuu. Fa un breve cameo da dietro nel manga, ma il suo aspetto viene rivelato solamente nel Fan Book della serie. Nonostante non si vedano spesso, lei e Ryuu si vogliono un gran bene, tanto che lei porta sempre con sé un sacco di fotografie di lui. È una ragazza gentile.

## Manga
Il manga, composto da 99 capitoli più alcuni extra, è stato pubblicato inizialmente sulla rivista The Hana to Yume, e poi, dopo i primi quattro numeri, su Hana to Yume a partire dall'aprile 2003 al marzo 2009 e successivamente è stato serializzato in 17 tankōbon per conto della Hakusensha, pubblicati tra il 25 luglio 2004 e il 25 giugno 2009. Nel primo e nell'undicesimo volume sono presenti due capitoli one-shot intitolati rispettivamente Mikansei Chorus e Shoku no Miyako (Food Paradise). Tra il 2011 e 2012 è stato pubblicato un sequel del manga, raccolto in un unico volume nel 2013, dal titolo S・A: Special A -Jōgai rantō- (Ｓ・Ａ （スペシャル・エー） ─場外乱闘─? lett. "S・A: Special A -Scontro all'aperto-").
In Italia è stato pubblicato da Star Comics dal gennaio 2013 al maggio 2014. È arrivato anche negli Stati Uniti da Viz Media, in Australia e Nuova Zelanda da Madman Entertainment, in Germania da Carlsen Comics nel 2007-2011, in Francia da Editions Tonkam nel 2009-2011, in Polonia da Waneko e a Taiwan da Ever Glory Publishing.

### Volumi
| Nº | Data di prima pubblicazione | Data di prima pubblicazione | Data di prima pubblicazione |
| Nº | Giapponese                  | Giapponese                  | Italiano                    |
| -- | --------------------------- | --------------------------- | --------------------------- |
| 1  | 25 luglio 2004              | ISBN 4-592-18131-X          | 9 gennaio 2013              |
| 2  | 25 dicembre 2004            | ISBN 4-592-18132-8          | 7 febbraio 2013             |
| 3  | 25 marzo 2005               | ISBN 4-592-18133-6          | 7 marzo 2013                |
| 4  | 25 agosto 2005              | ISBN 4-592-18134-4          | 10 aprile 2013              |
| 5  | 25 novembre 2005            | ISBN 4-592-18135-2          | 9 maggio 2013               |
| 6  | 25 marzo 2006               | ISBN 4-592-18136-0          | 6 giugno 2013               |
| 7  | 25 agosto 2006              | ISBN 4-592-18137-9          | 11 luglio 2013              |
| 8  | 25 novembre 2006            | ISBN 4-592-18138-7          | 8 agosto 2013               |
| 9  | 25 febbraio 2007            | ISBN 978-4-592-18139-2      | 12 settembre 2013           |
| 10 | 25 luglio 2007              | ISBN 978-4-592-18140-8      | 10 ottobre 2013             |
| 11 | 25 novembre 2007            | ISBN 978-4-592-18141-5      | 7 novembre 2013             |
| 12 | 25 febbraio 2008            | ISBN 978-4-592-18142-2      | 12 dicembre 2013            |
| 13 | 25 aprile 2008              | ISBN 978-4-592-18143-9      | 9 gennaio 2014              |
| 14 | 25 luglio 2008              | ISBN 978-4-592-18144-6      | 6 febbraio 2014             |
| 15 | 25 novembre 2008            | ISBN 978-4-592-18145-3      | 6 marzo 2014                |
| 16 | 25 marzo 2009               | ISBN 978-4-592-18146-0      | 10 aprile 2014              |
| 17 | 25 giugno 2009              | ISBN 978-4-592-18149-1      | 8 maggio 2014               |

### Fan Book
1. S・A Fan Book ~S・@fight!~ (Ｓ・Ａ ファンブック ～Ｓ・＠ｆｉｇｈｔ！～?), 25 luglio 2008, ISBN 978-4-592-18777-6.

## Manga DVD
Nel 2005 per i numeri 5-8 della rivista Hana to Yume è stato pubblicato un manga DVD della serie. La maggior parte dei doppiatori dei personaggi sono gli stessi che hanno lavorato in seguito al primo drama-CD, ma non all'anime.

## Drama-CD
Il 23 febbraio 2007 un drama-CD relativo alla serie è stato commercializzato in Giappone dalla Marine Entertainment. I doppiatori sono diversi rispetto all'anime, poiché precedente a quest'ultimo. La storia è incentrata sul giorno di san Valentino.
Altri due drama-CD sono usciti rispettivamente nel giugno e agosto 2008, la cui storia si concentra sui ragazzi nel secondo e sulle ragazze nel terzo della 'S・A'. A differenza del primo, per entrambi è stato utilizzato lo stesso cast di doppiatori dell'anime.

## Anime
Annunciato dalla rivista che ha pubblicato il manga, Hana to Yume, l'anime è stato prodotto da Gonzo e AIC, ed è stato trasmesso in Giappone dal 6 aprile al 14 settembre 2008 su Chiba TV. La serie TV non narra tutte le vicende che accadono nel manga.
In Italia è edito da Yamato Video, che ne ha curato anche la distribuzione su DVD, ed è stato trasmesso nel contenitore Anime Morning da Rai 4 nel maggio 2011, concludendosi a ottobre dello stesso anno. Dal 19 ottobre 2013 al 4 gennaio 2014 è stato reso disponibile in streaming dal canale di YouTube Yamato Animation.
La serie televisiva è stata anche trasmessa nelle Filippine da TV5 nel 2009, diventando il primo anime nella storia della televisione filippina ad essere trasmesso nei canali gratuiti. In Corea del Sud è stato mandato in onda su Animax.

### Colonna sonora
Nel primo episodio non è presente la sigla di apertura. In Italia vengono usate le sigle originali.
Sigla di apertura
- Special days, di Hikari Hanazono (Yūko Gotō) with S・A (Akira Todo (Hitomi Nabatame) e Megumi Yamamoto (Ayahi Takagaki)) (ep. 2-12)
- Gorgeous 4U, di Kei Takishima (Jun Fukuyama), Tadashi Karino (Hiro Shimono), Jun Yamamoto (Tsubasa Yonaga) e Ryuu Tsuji (Kazuma Horie) (ep. 13-24)

Sigla di chiusura
- Hidamari no Gate (陽だまりのゲート?), di Kei Takishima (Jun Fukuyama), Tadashi Karino (Hiro Shimono), Jun Yamamoto (Tsubasa Yonaga) e Ryuu Tsuji (Kazuma Horie) (ep. 1-12; 24)
- Special☆Gyutto Good luck! (スペシャル☆ギュッとＧｏｏｄ ｌｕｃｋ！?), di Hikari Hanazono (Yūko Gotō), Akira Todo (Hitomi Nabatame) e Megumi Yamamoto (Ayahi Takagaki) (ep. 13-23)

Altri brani
- Hoshi no nagareru yoru ni (星の流れる夜に?), di Megumi Yamamoto (Ayahi Takagaki) (ep. 19)